# Staurastrum pilosum
Staurastrum pilosum  là một loài Song tinh tảo trong họ Desmidiaceae, thuộc chi Staurastrum.